# الصادق الرضي
الصادق الرضي (مواليد يناير 1969 بأمدرمان، السودان -) كاتب وشاعر سوداني.

## المهنة والوظيفة
بدأ بنشر الشعر عندما كان في الخامسة عشرة من عمره عندما نشرت قصيدته الريح في مجلة الشوا الأدبية. حصل الصادق على الجائزة الأولى في مسابقة شعرية كبيرة للشعراء الشباب عام 1986، وفي نفس العام أصبح أصغر عضو في اتحاد الكتاب السودانيين. عمل الصادق كصحفي للعديد من الصحف السودانية، مثل (الحرية)، والأيام، كما كان المحرر الثقافي في صحيفة السوداني من عام 2006 حتى عام 2012.
في أبريل 2004، قرأ الصادق شعره في معرض أبوظبي الدولي للكتاب. قامت موسسة ترجمة الشعر بترجمة شعره إلى اللغة الإنجليزية في ترجمات للشاعر السوداني حافظ خير مع الشعراء الإنجليز سارة ماجواير ومارك فورد. قرأ الصادق شعره في العديد من المدن البريطانية في جولات نظمها مركز ترجمة الشعر، بما في ذلك أماكن مثل مدرسة الدراسات الشرقية والإفريقية ومتحف فيتزويليام. كما شارك في العديد من ورش العمل لترجمة الشعر في بريطانيا والسودان، بما في ذلك مؤتمر الترجمة من العربية إلى الإنجليزية ومن الإنجليزية إلى العربية الذي عقد تحت رعاية المجلس الثقافي البريطاني في معرض لندن للكتاب عام 2006. في مارس 2006، تمت دعوة الصادق للقراءة في مقهى الشعر في لندن. وفي عام 2010، شارك في مهرجان الشعر الدولي في روتردام. في عام 2012 كان شاعرًا مقيمًا في متحف بتري. في عام 2014، واصل الصادق جولته وقدم قراءات في أماكن مثل مركز ساوث بانك في لندن ومهرجان ليدبيري للشعر.
نُشرت أعمال الصادق في مجلات أدبية مثل مجلة لندن ريفيو أوف بوكس، ومجلة الشعر، ومجلة التايمز الأدبية.

## أعماله
- «غناء العزلة» مجموعة منشورة عامي 1996 و1999[2]
- «متاهة السلطان»، مجموعة شعرية نشرت عام 1996
- «أقاصي شاشة الإصغاء» مجموعة شعرية المنشورة عامي 1999 و2000.
- تم نشر عدد من القصائد المجمعة عام 2009 في القاهرة

## روابط خارجية
- الجمعية السودانية لبحوث الفنون والعلوم الإنسانية - شعر - الصادق الراضي
- سيرة الصديق في مركز ترجمة الشعر
- سيرة الصديق في الشعر الدولي